# Zyklon-B (együttes)
Zyklon-B egy rövid életű black metal együttes volt. 1995-től 1999-ig működtek. Pályafutásuk alatt mindössze egy EP-t jelentettek meg. Nevüket a Holokauszt idején használt készítményről kapták. Tagjai szerint azonban nem kapcsolódik az együttes a politikához. A Zyklon-B ugyanazokkal a zenészekkel rendelkezik, mint a Zyklon együttes, ezért időnként az emberek összetévesztik a két zenekart.

## Tagok
- Samoth – gitár, ének
- Ihsahn – billentyűk
- Frost – dob
- Aldrahn – ének

## Diszkográfia
- 1995: Blood Must Be Shed
- 1996: Blood Must Be Shed / Wraths of Time
- 1999: Necrolust / Total Warfare